# Willi Schirrmacher
Willi Schirrmacher (* 30. April 1906 in Mülheim am Rhein; † 4. März 1992) war ein deutscher Politiker der SPD.

## Biografie

### Ausbildung und Beruf
Schirrmacher besuchte die Volksschule, ein freigewerkschaftliches Jugendseminar, die Volkshochschule und die Arbeiterwirtschaftsschule. Er arbeitete zunächst als Büroangestellter und wurde schließlich Leiter des Arbeitsamtes, Nebenstelle Köln-Mülheim. Er war Bezirkssekretär der SPD Mittelrhein und auch als Einzelhändler tätig.

### Politik

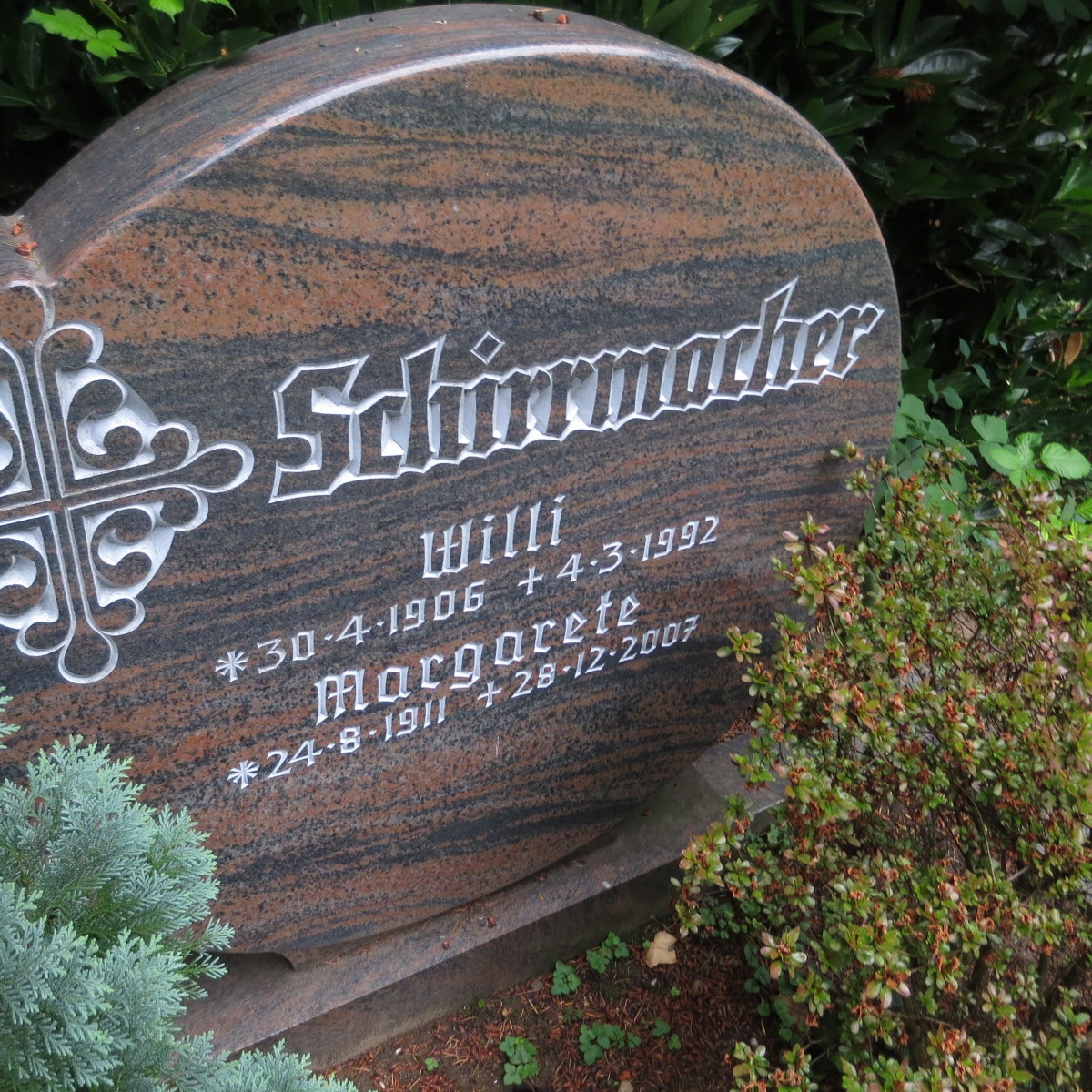
Grab auf dem Mülheimer Friedhof in Köln

Schirrmacher war von 1923 bis 1925 Jugendleiter der Sozialistischen Arbeiter-Jugend. Mitglied der SPD wurde er 1925. Er war von 1926 bis 1933 Mitglied des Arbeitersportkartells in Köln. 1933 bis 1935 war Schirrmacher illegal tätig. 1936 verurteilt ihn der Volksgerichtshof Berlin zu 6 Jahren Zuchthaus und 6 Jahren Ehrverlust. Nach dem Kriege war er 1945 Mitbegründer der SPD Köln-Stadt und des Bezirkes Mittelrhein. Ab 1925 war er Mitglied der Arbeiterwohlfahrt. Er fungierte als Stadtverordneter in der 2. ernannten Stadtverordnetenversammlung in Köln von Januar bis Oktober 1946 und von 1954 bis 1962 war er Ratsherr der Stadt Köln.
Schirrmacher war vom 23. Juli 1962 bis zum 25. Juli 1970 direkt gewähltes Mitglied des 5. und 6. Landtages von Nordrhein-Westfalen für den Wahlkreis 017 Köln-Stadt V beziehungsweise für den Wahlkreis 019 Köln-Stadt VI.
Seine Grabstätte befindet sich auf dem Mülheimer Friedhof in Köln (Flur B6 Nr. 5/6).

### Ehrungen
- Die Marie-Juchacz-Plakette der Arbeiterwohlfahrt wurde ihm 1971 verliehen.